# Oddział Wydzielony „Jabłonowo”
Oddział Wydzielony „Jabłonowo” (OW „Jabłonowo”) – oddział wydzielony Wojska Polskiego II RP w kampanii wrześniowej 1939 roku.
OW „Jabłonowo” był jedną z trzech grup taktycznych zorganizowanych w sierpniu 1939 roku przez dowódcę Grupy Operacyjnej „Wschód”. Zadaniem oddziału była obrona odcinka ograniczonego na zachodzie linią Świecie nad Osą (włącznie) – Rywałd Szlachecki (wł.) i na wschodzie Osetno – jez. Mieliwo – Konojady. Działał w okresie od 29 sierpnia do 4 września 1939.

## Działania bojowe
Tożsame z działaniami bojowymi opisanymi w artykule 208 pułk piechoty.

## Skład

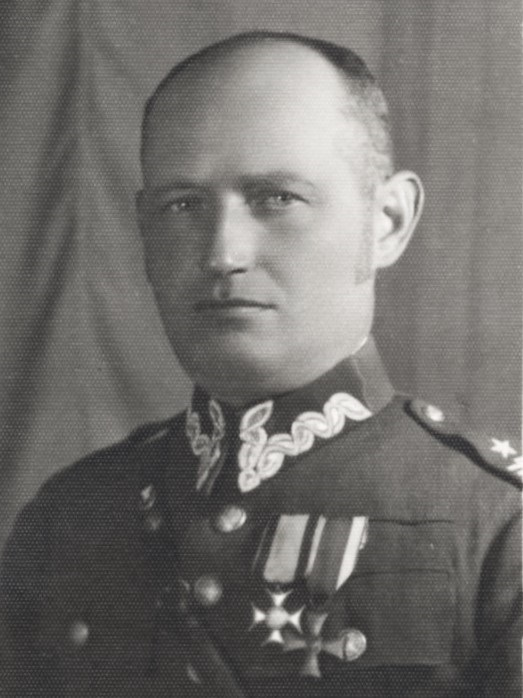
Ppłk Jan Szewczyk

W skład OW „Jabłonowo” weszło dyspozycyjne dowództwo 208 pułku piechoty, podpułkownika Jana Szewczyka, któremu podporządkowano:
- I batalion 14 pp
- batalion ON „Jabłonowo”
- batalion szturmowy 16 DP „Grudziądz” (z nadwyżek i pododdziałów 16 DP)
- improwizowany batalion marszowy IV/67 pp (z nadwyżek 4 DP)

Wsparcie ogniowe dla oddziału zapewniał II dywizjon 4 pal.